# قدرت‌الله بزرگی
قدرت‌الله بزرگی (متولد ۱۱ آذر ۱۳۱۶، تهران) یک کارگردان اهل ایران است. 
وی فعالیت هنری را با تئاتر آغاز و فیلمسازی حرفه‌ای را سال ۱۳۴۷ با کارگردانی فیلم «گردش روزگار» تجربه کرد. او برادر کوچکتر جعفر بزرگی، بازیگر تلویزیون جمهوری اسلامی ایران 
است.

## فیلمشناسی
- طیب (۱۳۹۵)
- وکیل‌بند (۱۳۹۴)
- حرفه‌ای (۱۳۵۵)
- پاداش یک مرد (۱۳۵۵)
- غلام زنگی (۱۳۵۴)
- طاهر (۱۳۵۲)
- باشرف‌ها (۱۳۵۱)
- گناه مادر (۱۳۴۸)
- گردش روزگار (۱۳۴۷)